# Pinscher austríaco
El pinscher austríaco (Österreichischer Pinscher) es una raza de perro del tipo pinscher de tamaño mediano originario de Austria, donde los perros de este tipo eran originalmente perros de granja, que mantenían los establos libres de ratas y actuaban como guardias domésticos, guardianes del ganado y pastores. El nombre que se le dio originalmente a la raza en 1928 fue Österreichischer Kurzhaarpinscher (pinscher austríaco de pelo corto) para diferenciarlo de razas con nombres similares, pero hoy en día en su país de origen la raza se llama oficialmente Österreichischer Pinscher o pinscher austríaco en español.

## Apariencia

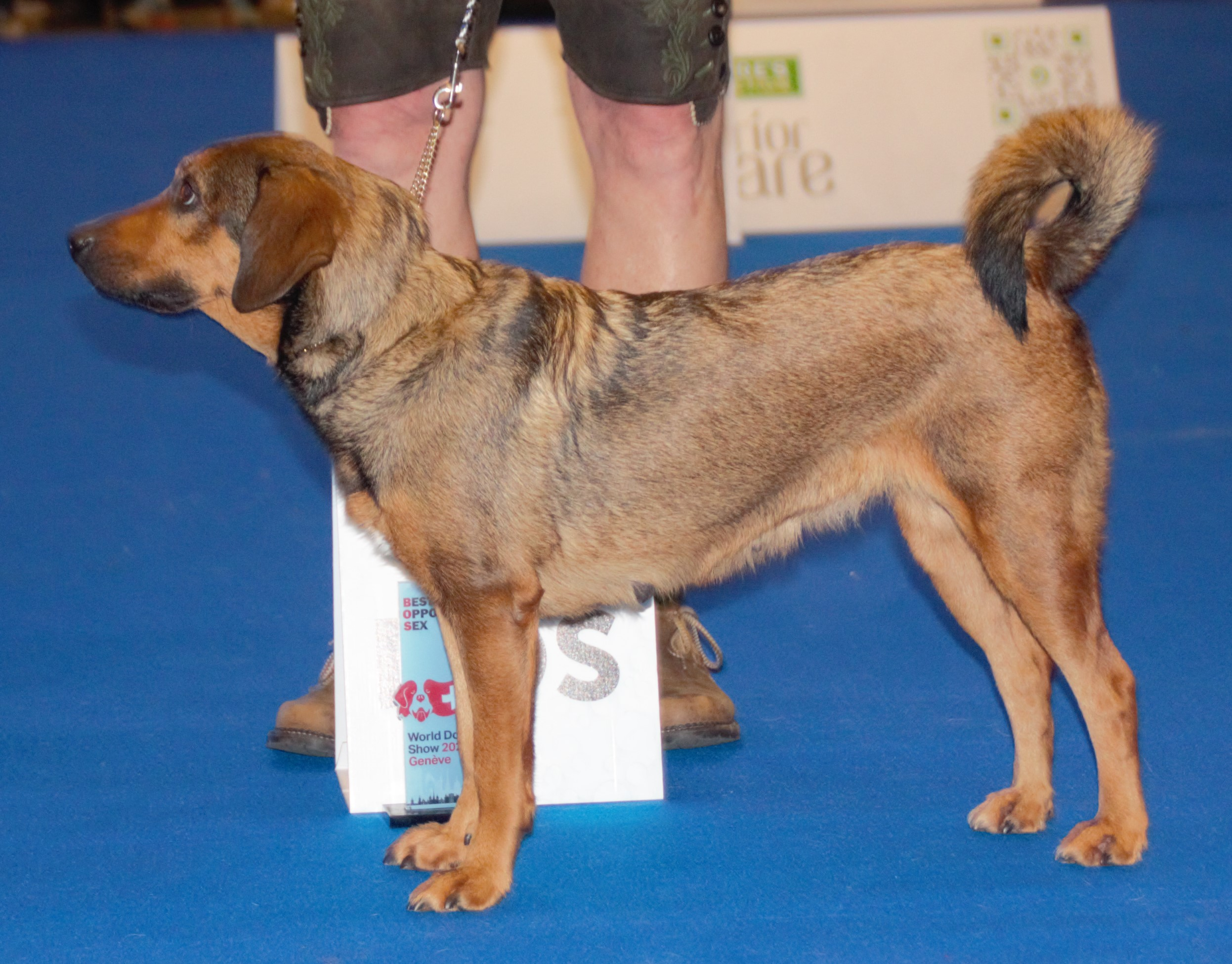
Pinscher austríaco

Al igual que otros perros de granja criados para el trabajo en lugar de mascotas o espectáculos, la apariencia puede variar mucho, aunque existe un estándar de raza definido. En general, el Pinscher austríaco es un perro fuerte y robusto de proporciones normales, 33 – 48 cm (13 - 19 pulgadas) a la cruz. La raza tiene orejas de botón y una cabeza que se describe con forma de pera. El pelaje doble es de corta a medianamente larga, en una variedad de colores amarillo, rojo o negro y tostado, generalmente con marcas blancas en la cara, el pecho, las patas y la punta de la cola. La cola larga se mantiene alta, y los perros de esta raza deben verse animados y alertas. Son más pesados, rugosos y de aspecto rectangular que el Pinscher alemán.

## Historia
El pinscher austríaco de pelo corto fue reconocido como raza por primera vez en 1928, pero la raza se desarrolló a partir de un tipo antiguo de pinscher que se encuentra en las granjas de la campiña austriaca, una mezcla de pinschers alemanes y perros locales.
A finales del siglo XIX, los perros de granja comenzaron a extinguirse cuando el trabajo que hacían ya no era necesario. A principios del siglo XX, Emil Hauck, buscando un tipo de perro aborigen identificado en 1843 por H. von Meyer como Canis palustris o perro de los pantanos  (un tipo de perro, no una especie real), encontró lo que creía que eran algunos ejemplos de perros similares en el campo austriaco. En 1921 comenzó la crianza seria para revivir y definir el tipo de raza, para separarlos de otros pinschers autóctonos de la zona. El Kennel Club de Austria (Österreicher Kynologenverband) reconoció por primera vez a la raza como Österreichischer Kurzhaarpinscher (traducido al español como pinscher austríaco de pelo corto) en 1928. El nombre se le dio a la raza para identificar su lugar de origen como Austria (Österreich), y para diferenciarlo del Schnauzer que en ese momento se llamaba pinscher de pelo áspero (rauhaariger Pinscher). Sin embargo, después de la Segunda Guerra Mundial, la raza casi desapareció. En la década de 1970, solo quedaba un perro registrado de la raza, llamado Diokles of Angern. Cruzar este perro con otros perros identificados como del tipo pinscher antiguo en el área ("Landpinschern") ha traído de vuelta a la raza, aunque todavía hay solo un pequeño número de ellos.
Ark Austria (Arche Austria), una asociación para la preservación de razas autóctonas en peligro de extinción, enumera al pinscher austríaco y afirma que es muy vulnerable, con solo 6 a 12 animales reproductores, que se crían cuidadosamente para preservar la salud y el tipo de raza.
La raza es reconocida en su país de origen por el Österreischer Kynologenverband (ÖKV, Austrian Kennel Club) e internacionalmente por la Fédération Cynologique Internationale en la sección Pinscher del Grupo 2. También es reconocido por el United Kennel Club de Estados Unidos como pinscher austríaco a partir de 2006, en el Grupo Terrier, por su trayectoria como cazador de ratas. Además, es reconocido por varios clubes de perreras menores y empresas de registro de perros basadas en Internet bajo una variedad de traducciones del nombre, que pueden reescribir el estándar para adaptarse a los productores de perros para el mercado de mascotas de razas raras. Los compradores de cachorros y perros de grupos fuera del programa de restauración de la raza austríaca deben leer el estándar original (que se puede obtener traducido de la FCI) y el pedigrí de su perro para asegurarse de que están comprando un pinscher austríaco y no un perro excesivamente consanguíneo o criado al azar.

## Salud
No se han recopilado datos sobre la salud de la raza, pero la buena salud es un objetivo declarado de la restauración de la raza en Austria.

### Temperamento
La raza se describe como "un compañero agradable" para las zonas rurales y suburbanas. El estándar de la raza describe el temperamento y el carácter del pinscher austríaco ideal como juguetón, no inclinado a ser un cazador y como un "guardia incorruptible".